# Rebecka DecaVita
Rebecka Gunilla DecaVita, ursprungligen Ljungman, född 11 mars 1982 i Uppsala domkyrkoförsamling, Uppsala län, är en svensk dansare och Lindy Hop-förare, en dansroll som traditionellt innehas av en man. Hon undervisar, koreograferar och tävlar på professionell nivå.

## Biografi
DecaVita började sin danskarriär 2005 och har sedan dess vunnit Lindy Hop-tävlingar som The Harvest Moon Ball, The Midwest Lindyfest, Lindy Bout - The Lindy Hop Championships in Western Canada och Nevermore Jazz Ball. År 2012tog hon en tredjeplats i en av världens största Lindy Hop-tävling The Ultimate Lindy Hop Showdown i New Orleans. DecaVita var en av sex finalister i Hellzapoppin-tävlingen på Frankie100 i New York i maj 2014. Tävlingens fem spotlights avslutades med över tre minuters dans i 320 Bpmtempo.
Rebecka DecaVita är sedan 2010 baserad i Stockholm och arbetar bland annat som koreograf för danskompaniet Savage Rhythm